# Петропавловка (Купинский район)
Петропавловка — деревня в Купинском районе Новосибирской области России. Входит в состав Благовещенского сельсовета.

## География
Площадь деревни — 7 гектаров.

## Население
| 2002 | 2007 | 2010 |
| ---- | ---- | ---- |
| 196  | ↘180 | ↘112 |

## История
Основана в 1908 году. В 1928 г. посёлок Петропавловский состоял из 108 хозяйства, основное население — русские. Центр Петропавловского сельсовета Андреевского района Славгородского округа Сибирского края.

## Инфраструктура
В деревне по данным на 2007 год функционируют 1 учреждение здравоохранения и 1 учреждение образования.